# Tomeophera ovatipennis
Tomeophera ovatipennis är en insektsart som först beskrevs av Bruner, L. 1915.  Tomeophera ovatipennis ingår i släktet Tomeophera och familjen vårtbitare. Inga underarter finns listade i Catalogue of Life.